# Ron Flockhart (autóversenyző)
Ron Flockhart (Edinburgh, 1923. június 16. – Melbourne, 1962. április 12.)  brit autóversenyző, aki összesen 13 világbajnoki futamon indult a Formula–1-ben és kétszer nyerte meg a Le Mans-i 24 órás autóversenyt.

## Pályafutása

### A Formula–1 előtt
Katonai szolgálata alatt Egyiptomban és Olaszországban töltötte ezen időszak nagy részét, és miután parancsnokká nevezték ki, olykor itt is maradt ideje arra, hogy motorra pattanva hódoljon szenvedélyének. 1951-ben kezdett versenyezni egy Formula–3-as autóval, majd két évre rá az akkoriban igen népszerű Voiturette sorozatban egy vásárolt, és saját maga tuningolt autóval gyári csapatok ellen szerepelt sikeresen.

### A Formula–1-ben
A Goodwoodban aratott győzelmével hívta fel igazán magára a figyelmet, és 1954-ben egy futam erejéig Bira herceg csapatában és autójában, egy Maseratit vezetve a Formula–1-es világbajnokságban is bemutatkozott. A brit nagydíjon azonban nem sikerült az áttörés, egy baleset miatt mindössze kért kört tudott megtenni.
Ezután két évig sportautókkal versenyzett, de az 1956-os brit nagydíjon ismét rajthoz tudott állni, ezúttal egy BRM volánjánál. Ekkor sem volt szerencséje, újra csak két kört mehetett, mert tönkrement a motorja. Két hét múlva pedig immár Le Mansban versenyzett, és az Ecurie Ecosse csapattal, a szintén skót Ninian Sanderson párjaként megnyerte a 24 órás viadalt. Még ebben az évben az olasz nagydíjon indult, és a 23. rajtpozícióból végül feljött a harmadik helyre, megszerezve Formula–1-es pályafutása egyetlen dobogós helyezését.
1957-ben két futamon a BRM színeiben indult a világbajnokságban, ám egyiket sem sikerült befejeznie. Nem úgy, mint Le Mansban, ahol az előző évi diadalt megismételve, ezúttal az angol Ivor Bueb társaként ismét győzelmet aratott. 1958-ban egy, 1959-ben öt további világbajnoki futamon indult a BRM-mel, 1960-ban pedig két viadalon vett részt, a Team Lotus illetve a Cooper színeiben. Az 1960-as francia nagydíjon hatodik lett, ez volt a második, egyben utolsó pontszerző helyezése.

### A Formula–1 után
Ezután felhagyott az autóversenyzéssel, és másik szenvedélyének, a repülésnek kezdett hódolni. Egy átalakított, II. világháborús Mustang vadászgéppel a London-Sydney távolság időrekordját akarta megdönteni. A próbálkozást 1961. február 28-án ejtette meg, és tudta, hogy sikerrel kell járnia, hiszen március 11-ére volt kitűzve az esküvője Londonban. A rossz időjárás miatt azonban néhány napos csúszással indult a rekordkísérlet, majd pedig a célegyenesbe érkezve, Athénban fel kellett adnia a próbálkozást motorhiba miatt. Az esküvőjére azért végül sikerült időben megérkeznie. 1962-re újabb próbálkozást tűzött ki maga elé, immár egy másik géppel, egy CAC Mustanggal. Még mielőtt nekivágott volna hosszú útnak Sydney-ből, néhány tesztrepülést hajtott végre, ám április 12-én nem sokkal a felszállás után problémát jelzett a rádión a központ felé, miszerint a gépben nem működik az iránytű, és sűrű felhők közé keveredett. Ez volt az utolsó üzenet tőle, a Mustang ugyanis lezuhant a Victoria államban található Kallista közelében.

## Emlékezete
Skóciában az egykori kettős-pilóta emléke máig él, az egyik győztes versenyautójáról származó felnit ugyanis a Skót Motorsport Klub vándordíjként ítéli oda fiatal tehetségeknek, így korábban megkapta például Dario Franchitti, David Coulthard és Allan McNish is.

## Eredményei

### Teljes Formula–1-es eredménylistája
(Táblázat értelmezése)

(Félkövér: pole-pozícióból indult; dőlt: leggyorsabb kört futott) 

| Év   | Csapat                   | Modell           | Motor               | 1      | 2      | 3   | 4      | 5       | 6      | 7     | 8      | 9      | 10     | 11     | Helyezés | Pont |
| ---- | ------------------------ | ---------------- | ------------------- | ------ | ------ | --- | ------ | ------- | ------ | ----- | ------ | ------ | ------ | ------ | -------- | ---- |
| 1954 | "B. Bira"                | Maserati 250F    | Maserati Straight-6 | ARG    | 500    | BEL | FRA    | GBR Ki* | GER    | SUI   | ITA    | ESP    |        |        | NC       | 0    |
| 1956 | Owen Racing Organisation | BRM P25          | BRM L4              | ARG    | MON    | 500 | BEL    | FRA     | GBR Ki | GER   |        |        |        |        | 14.      | 4    |
| 1956 | Connaught Engineering    | Connaught B Type | Alta L4             |        |        |     |        |         |        |       | ITA 3  |        |        |        | 14.      | 4    |
| 1957 | Owen Racing Organisation | BRM P25          | BRM L4              | ARG    | MON Ki | 500 | FRA Ki | GBR     | GER    | PES   | ITA    |        |        |        | NC       | 0    |
| 1958 | Owen Racing Organisation | BRM P25          | BRM L4              | ARG    | MON nk | NED | 500    | BEL     | FRA    | GBR   | GER    | POR    | ITA    | MOR Ki | NC       | 0    |
| 1959 | Owen Racing Organisation | BRM P25          | BRM L4              | MON Ki | 500    | NED | FRA 6  | GBR Ki  | GER    | POR 7 | ITA 13 | USA    |        |        | NC       | 0    |
| 1960 | Team Lotus               | Lotus 18         | Climax L4           | ARG    | MON    | 500 | NED    | BEL     | FRA 6  | GBR   | POR    | ITA Ni | USA    |        | 25.      | 1    |
| 1960 | Cooper Car Company       | Cooper T51       | Climax L4           |        |        |     |        |         |        |       |        |        | USA Ki |        | 25.      | 1    |

* Megosztva vezetett Prince Bira-val.

### Le Mans-i 24 órás autóverseny
| Év   | Csapat            | Autó                  | Csapattárs       | Helyezés |
| ---- | ----------------- | --------------------- | ---------------- | -------- |
| 1955 | Lotus Engineering | Lotus Mk9             | Colin Chapman    | kiesett  |
| 1956 | Ecurie Ecosse     | Jaguar D-Type         | Ninian Sanderson | 1.       |
| 1957 | Ecurie Ecosse     | Jaguar D-Type         | Ivor Bueb        | 1.       |
| 1959 | Ecurie Ecosse     | Tojeiro               | John Lawrence    | kiesett  |
| 1960 | Ecurie Ecosse     | Jaguar D-Type         | Bruce Halford    | kiesett  |
| 1961 | Border Reivers    | Aston Martin DBR1/300 | Jim Clark        | kiesett  |

## Külső hivatkozások
- Ron Flockhart karrierje